# Török Anna
Török Anna (Kaposvár, 1989. szeptember 22. –) magyar színésznő, énekesnő. 

## Életpályája
Édesapja Török Tamás rendező. Édesanyja Farkas Éva. Már gyerekként a Déryné Vándortársulatban játszott. 2008-2010 között a Pesty Broadway Stúdióban, 2010-től a Pesti Magyar Színiakadémián tanult. Több színházban, és produkcióban is szerepel.
Férje Angler Balázs szintén színész.

## Fontosabb színházi szerepei
- Szente-Galambos-Juhászː Puskás – Klára
- Sheik-Sater: Tavaszébredés – Anna, Thea, Wendla
- Polanski-Steinmen-Kunze: Vámpírok bálja – Sarah
- Larson-Miklós: RENT – Mimi Marquez
- Andersson-Ulvaeus-Rice: SAKK – Riporter
- Ábrahám: Bál a Savoyban – Daisy Parker
- Jacobs-Casey: Grease – Marty
- Webber-Miklós: Evita – Evita Perón
- Queen-Ben Eltonː We will rock you – Scaramouche
- Várkonyi-Miklósː Sztárcsinálók – Octavia

## Filmes és televíziós szerepei
- Hazatalálsz (2023)
- Doktor Balaton (2021)
- Barátok közt (2014-2015)